# Eryphus tacuarembo
Eryphus tacuarembo là một loài bọ cánh cứng trong họ Cerambycidae.